# نادي بلي أكريل أصفهان لكرة القدم
نادي يلي اكريل اصفهان لكرة القدم (بالفارسية: باشگاه فوتبال پلی‌اکریل اصفهان) ، هي نادي رياضي لكرة القدم، أسست في عقد 1950م، وكانت مقرها في مدينة اصفهان الإيرانية .

## مصدر
1. ↑  قالب:یادکرد وب "نسخة مؤرشفة". مؤرشف من الأصل في 2018-03-03. اطلع عليه بتاريخ 2015-05-03.{{استشهاد ويب}}:  صيانة الاستشهاد: BOT: original URL status unknown (link)